# Roquevaire
Roquevaire é uma comuna francesa na região administrativa da Provença-Alpes-Costa Azul, no departamento de Bouches-du-Rhône. Estende-se por uma área de 23,83 km². Em 2010 a comuna tinha 8 984 habitantes (densidade: 377 hab./km²).